# Curley Culp
Curley Culp (Yuma, Arizona, 10 de marzo de 1946-27 de noviembre de 2021) fue un jugador profesional estadounidense de fútbol americano que se desempeñó en la posición de defensive tackle en la National Football League (NFL). Es miembro del Salón de la Fama del Fútbol Americano Profesional.

## Carrera
Culp jugó como profesional siete temporadas en Kansas City Chiefs (1968-1974), después pasó a Houston Oilers (1974-1980), luego a Detroit Lions, donde jugó dos temporadas (1980-1981), y fue el equipo en el que se retiró.

## Reconocimiento
El 3 de agosto de 2013, ingresó como miembro al Salón de la Fama del Fútbol Americano Profesional.